# جرج سافورد پارکر
جرج سافورد پارکر (به انگلیسی: George Safford Parker) (زاده ۱ نوامبر ۱۸۶۳ - درگذشته ۱۹ ژوئیه ۱۹۳۷) کارآفرین، بازرگان و مخترع آمریکایی بود، که در سال ۱۸۸۸ شرکت پارکر پن کمپانی را تأسیس کرد.